# Stepan Davydov
Stepan Ivanovich Davydov, en ruso: Степан Иванович Давыдов (Chernígov, 12 de enero de 1777 - Moscú, 21 de mayo de 1825) fue un cantante y compositor de la Rusia Imperial de origen ucraniano.
De niño cantaba en el coro principal de la Capilla de la Corte Imperial, por lo que llamó la atención de la emperatriz Catalina II, que lo entregó al cuidado del compositor italiano Giuseppe Sarti (1729-1802).
Fue uno de los músicos más relevantes de la cultura zarista. Maestro de capilla de los teatros imperiales de San Petersburgo, desde 1810 pasó a los teatros musicales de Moscú como profesor de canto y director.
Autor de numerosas obras de música sacra, en un principio pareció influenciado por la tradición italiana. Posteriormente, se decantó hacia el teatro de ópera y la música de cámara, adquirió una actitud claramente nacionalista. En los ballets a menudo utilizó los cantos populares rusos y ucranianos, hasta el punto de que los historiadores soviéticos lo consideran como un auténtico precursor de Glinka y, en cierta medida, de los propios músicos del Grupo de los Cinco.